# Mycosphaerella groveana
Mycosphaerella groveana är en svampart som först beskrevs av Pier Andrea Saccardo, och fick sitt nu gällande namn av Arx 1962. Mycosphaerella groveana ingår i släktet Mycosphaerella och familjen Mycosphaerellaceae.  Arten är reproducerande i Sverige. Inga underarter finns listade i Catalogue of Life.